# Карл-Ернст Шретер
Карл-Ернст Шретер (нім. Karl-Ernst Schroeter; 3 грудня 1912, Фрейштадт — 23 травня 1943, Атлантичний океан) — німецький офіцер-підводник, корветтен-капітан крігсмаріне.

## Біографія
8 квітня 1934 року вступив на флот. З вересня 1939 року — 1-й вахтовий офіцер на підводному човні U-9, на якому у вересні-жовтні 1939 року здійснив 1 похід, з листопада 1939 року — — на U-38, на якому здійснив 1 похід, під час якого були потоплені 3 кораблі загальною водотоннажністю понад 13 000 тонн. В січні-квітні 1940 року пройшов курс командира човна. З 28 травня 1940 по 30 березня 1941 року — командир малого човна U-121, з 24 травня 1941 року — U-752, на якому здійснив 9 походів (разом 329 днів у морі).
23 травня 1943 року U-752 був обстріляний ракетами британського торпедоносця «Свордфіш» з ескортного авіаносця Королівського ВМФ «Арчер». 17 членів екіпажу були врятовані, 29 (включаючи Шретера) загинули. Шретер помер на містку човна від влучання в голову.
Всього за час бойових дій потопив 9 кораблів загальною водотоннажністю 34 100 тонн і пошкодив 1 корабель водотоннажністю 4799 тонн.
| Дата              | Назва корабля          | Тип                | Тоннаж | Вантаж                                                                                             | Екіпаж | Загинули | Країна             | Конвой |
| ----------------- | ---------------------- | ------------------ | ------ | -------------------------------------------------------------------------------------------------- | ------ | -------- | ------------------ | ------ |
| 25 серпня 1941    | Т-898 (№44)            | Військовий траулер | 553    | | 43     | 41       | СРСР               |        |
| 27 серпня 1941    | РТ-8 Сельдь´           | Паровий траулер    | 608    | | ?      | всі      | СРСР               |        |
| 15 листопада 1941 | Т-889 (№34)            | Військовий траулер | 581    | | 43     | 43       | СРСР               |        |
| 21 квітня 1942    | West Imboden           | Торговий пароплав  | 5,751  | 7357 тонн генеральных грузов                                                                       | 35     | 0        | США                |        |
| 23 квітня 1942    | Reinholt (пошкоджений) | Торговий теплохід  | 4,799  | Шкіри                                                                                              | ?      | 1        | Норвегія           |        |
| 1 травня 1942     | Bidevind               | Торговий теплохід  | 4,956  | 7000 тонн марганцевої руди, генеральних вантажів та шкір                                           | 36     | 0        | Норвегія           |        |
| 23 липня 1942     | Garmula                | Торговий пароплав  | 5,254  | 6009 тонн зерна                                                                                    | 88     | 21       | Британська імперія |        |
| 27 липня 1942     | Leikanger              | Торговий пароплав  | 4,003  | 1000 тонн хромової руди                                                                            | 31     | 18       | Норвегія           | FN-20  |
| 9 серпня 1942     | Mendanau               | Торговий пароплав  | 6,047  | 6000 тонн державних товарів, включаючи локомотиви, вантажівки, літаки, вугілля і військові припаси | 85     | 69       | Нідерланди         |        |
| 13 серпня 1942    | Cripple Creek          | Торговий пароплав  | 6,347  | 7500 тонн військових припасів                                                                      | 52     | 1        | США                |        |

## Звання
- Кандидат в офіцери (8 квітня 1934)
- Морський кадет (126 вересня 1934)
- Фенріх-цур-зее (1 липня 1935)
- Оберфенріх-цур-зее (1 січня 1937)
- Лейтенант-цур-зее (1 квітня 1937)
- Оберлейтенант-цур-зее (1 квітня 1939)
- Капітан-лейтенант (1 лютого 1942)
- Корветтен-капітан (1 травня 1943; посмертно заднім числом)

## Нагороди
- Медаль «За вислугу років у Вермахті» 4-го класу (4 роки)
- Залізний хрест
  - 2-го класу (17 грудня 1939)
  - 1-го класу (22 травня 1942)
- Нагрудний знак підводника (17 вересня 1941)